# Oključna
Oključna – wieś w Chorwacji, w żupanii splicko-dalmatyńskiej, w mieście Komiža. W 2011 roku pozostawała niezamieszkana.